# Poasia

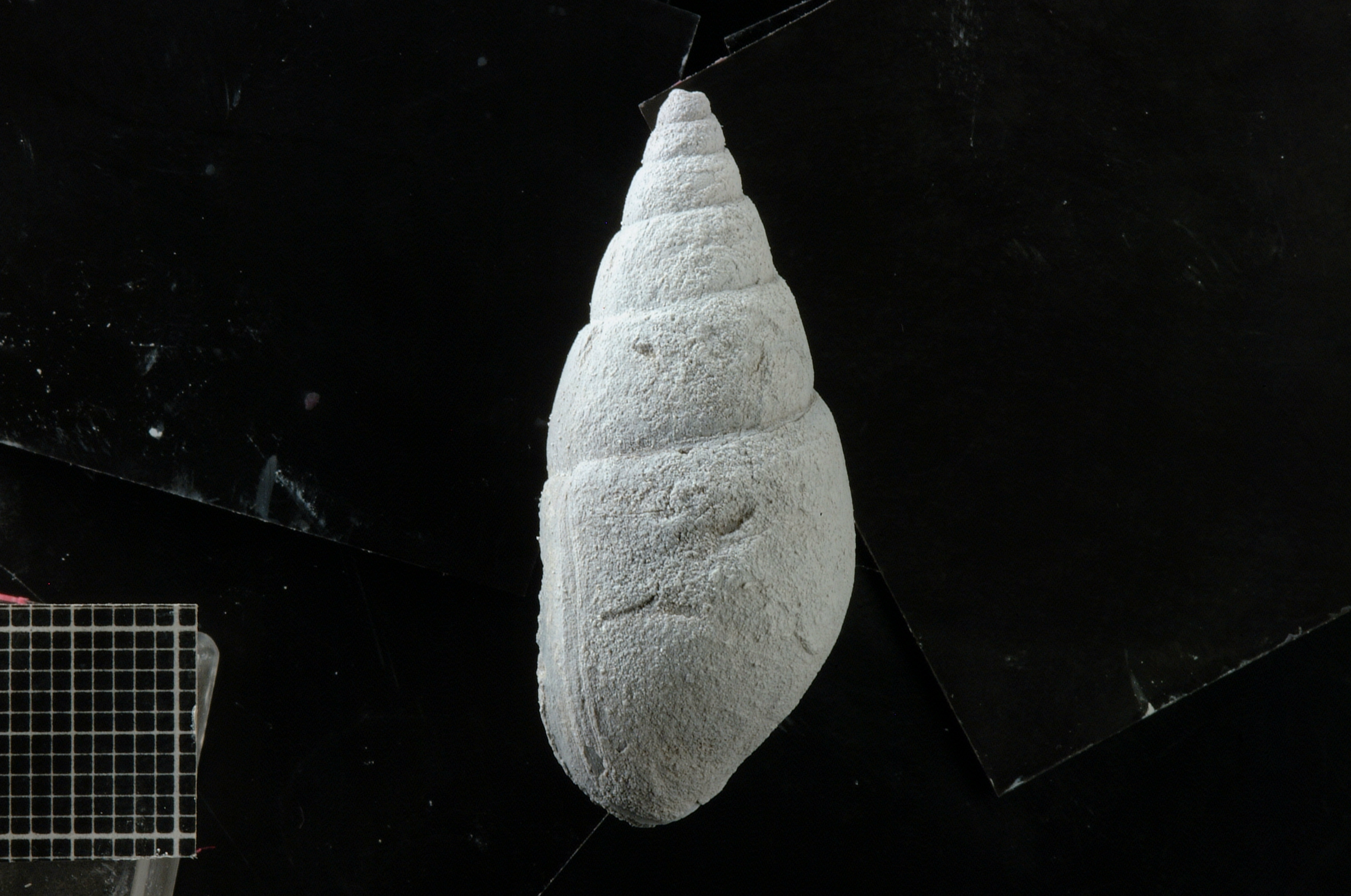
Vista aboral de Poasia sp.

Poasia es un género de gasterópodos extintos de la familia Pseudomelaniidae, cuyos restos fósiles son encontrados en estratos comprendidos entre el Hauteriviano Tardío y el Barremiano Temprano, Cretácico inferior, en el miembro Agua de la Mula de la Formación Agrio, provincia de Neuquén, Argentina.

## Características anatómicas y modo de vida

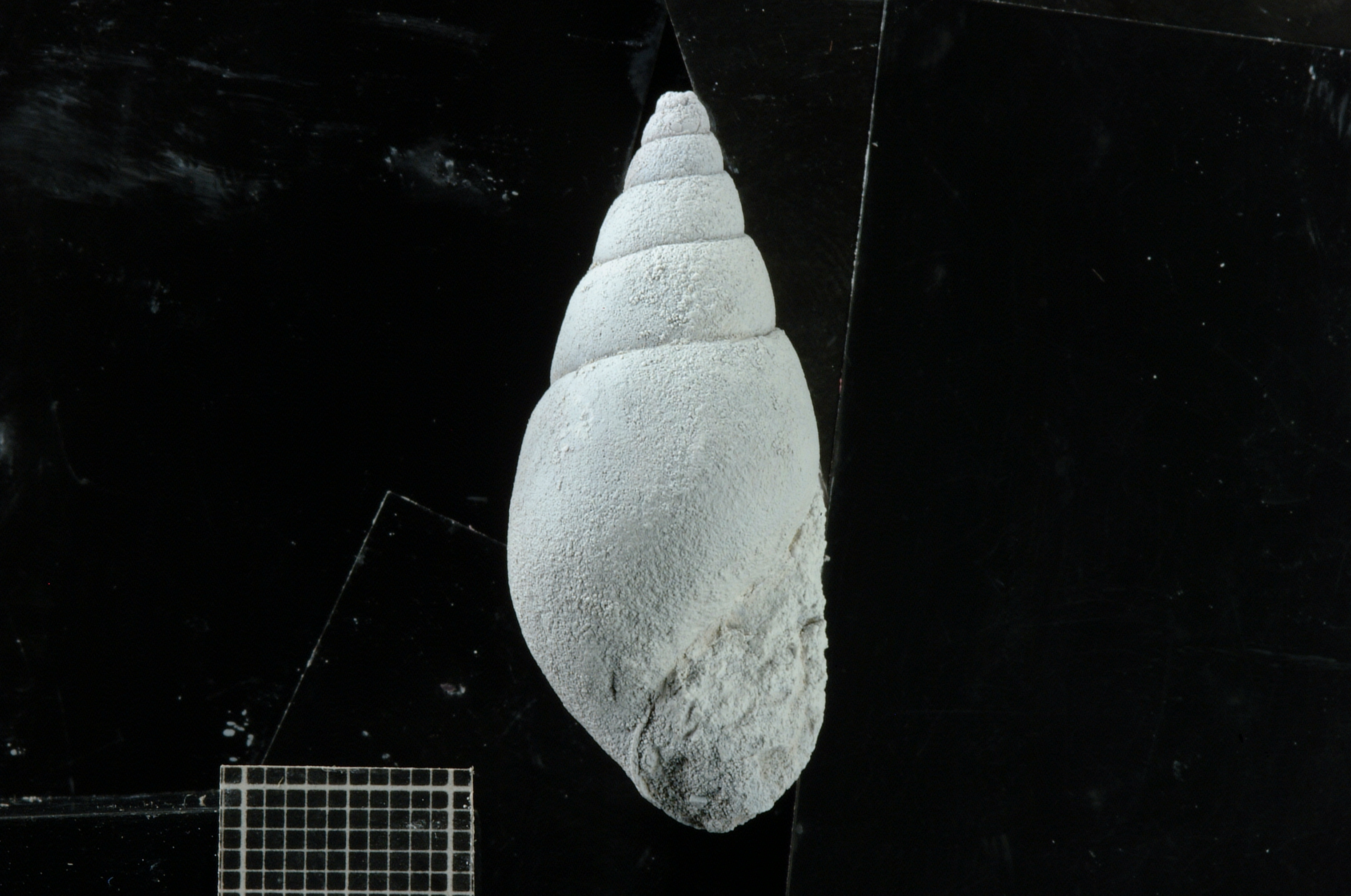
Vista oral de Poasia sp.

Fue un organismo epifaunal móvil, de hábitos herbívoros.